# Jupiter Mission 1999
Jupiter Mission 1999 è un videogioco di avventura spaziale di genere misto, pubblicato nel 1984 per Atari 8-bit e nel 1985 per Commodore 64 dalla divisione Microcomputer Games della Avalon Hill. Venne progettato e sviluppato da Scott Lamb in BASIC. Fu seguito poco tempo dopo da Quest of the Space Beagle, già annunciato nel primo titolo come seconda parte dell'avventura.

## Trama
Il protagonista è stato prelevato da agenti del governo statunitense e costretto a partecipare a una spedizione spaziale, pur essendo un comune civile, in quanto selezionato come elemento casuale. Con poca preparazione, si ritrova in viaggio verso Giove sulla nave spaziale Space Beagle ("bracchetto spaziale"), insieme a due astronauti esperti e all'intelligenza artificiale Beagle che gestisce la nave. La missione è indagare su un misterioso segnale non naturale proveniente dai dintorni di Giove. 
Durante il viaggio la Space Beagle viene però colpita da una pioggia di asteroidi, che causa la morte del resto dell'equipaggio e alcuni danni ai sistemi, che obbligano il protagonista a gestire molte cose manualmente. Deve riuscire da solo a raggiungere Giove e indagare sulle sue lune inviando sonde. Troverà installazioni aliene da esplorare e infine dovrà sabotare un portale a tachioni che gli alieni intendono utilizzare per un'invasione. Riuscendo nell'obiettivo si ritrova però dall'altra parte del portale, in una galassia sconosciuta.

## Modalità di gioco
Il gioco è costituito da una serie variegata di sequenze d'azione o di risoluzione di rompicapo, per un totale dichiarato di 11 fasi. Gli eventi sono descritti da una dettagliata introduzione testuale e altri intermezzi, solo in inglese.
Si inizia subito dopo il danneggiamento della Space Beagle e ci si deve difendere dai rimanenti asteroidi, che arrivano uno alla volta e vanno colpiti utilizzando un cannoncino fisso e un mirino su uno sfondo stellato. Ogni asteroide che riesce a passare causa un ulteriore danno a uno dei componenti della nave.
Si ha quindi la possibilità di riparare molti dei danni subiti nella prima fase. Viene mostrato uno schema della nave, che si sviluppa in lunghezza con una ventina di stadi, e spostando un cursore sui vari stadi si può esaminare la situazione. La riparazione di ogni stadio selezionato avviene tramite un gioco di rapidità, in cui si deve premere il pulsante quando i colori che appaiono a video sono abbinati. Certi danni se non riparati causano la distruzione della nave e la fine della partita, altri causeranno difficoltà in seguito.
La fase successiva è la navigazione, e bisogna capire come riportare la Beagle in rotta, usando una mappa spaziale radiale.
Giunti nel sistema di Giove, si deve capire come lanciare le sonde per analizzare le varie lune. Su alcune non si trova nulla di rilevante, altre forniscono informazioni, finché non si individua quella di principale interesse.
Per raggiungere la luna bisogna affrontare una versione più complicata del precedente programma di navigazione.
Sulla superficie va quindi inviato un modulo di atterraggio con una sequenza di pilotaggio d'azione, nello stile di Lunar Lander.
Quando si trova un complesso alieno lo si può esplorare con una sonda robot. Si controlla il piccolo robot in un labirinto sotterraneo con scorrimento multidirezionale. Si dovrà scendere su più lune ed esplorare più complessi, dove è anche possibile sottrarre rifornimenti di carburante.
Per sabotare l'installazione finale il robot deve attraversare una lunga passerella, con visuale a scorrimento obliquo nello stile di Zaxxon, evitando il fuoco di cannoni alieni.
C'è la possibilità di salvare la partita su disco.
La confezione originale include quattro buste "top secret" che contengono alcune spiegazioni e che il manuale consiglia di aprire solo se si è in difficoltà.